# 1838 Ursa
1838 Ursa è un asteroide della fascia principale del diametro medio di circa 34,87 km. Scoperto nel 1971, presenta un'orbita caratterizzata da un semiasse maggiore pari a 3,2143197 UA e da un'eccentricità di 0,0216625, inclinata di 21,98958° rispetto all'eclittica.
L'asteroide è dedicato a Ursula e Urs Wild, rispettivamente la moglie e il figlio dello scopritore. Il nome si riferisce inoltre allo stemma della città e del cantone di Berna, che raffigura un orso.